# Groupement I/7 de Gendarmerie mobile
Le groupement I/7 (GGM I/7) est un groupement de Gendarmerie mobile appartenant à la région de Gendarmerie de Metz. Originellement implanté à Verdun (Meuse), le groupement déménage à Metz (Moselle) en septembre 2012. Il comporte 6 escadrons en région Grand Est.

## Implantation des unités
- Meuse (55)
  - EGM 11/7 à Verdun
  - EGM 12/7 à Saint-Mihiel
- Moselle (57)
  - EGM 13/7 à Thionville
  -  EGM 14/7 à Longeville-lès-Saint-Avold
  - EGM 15/7 à Sarreguemines
  - EGM 17/7 à Thionville
- Meurthe-et-Moselle (54)
  - EGM 16/7 à Baccarat

## Appellations
- Groupement I/7 de Gendarmerie Mobile (depuis 1991)